# Carlo Pasquini

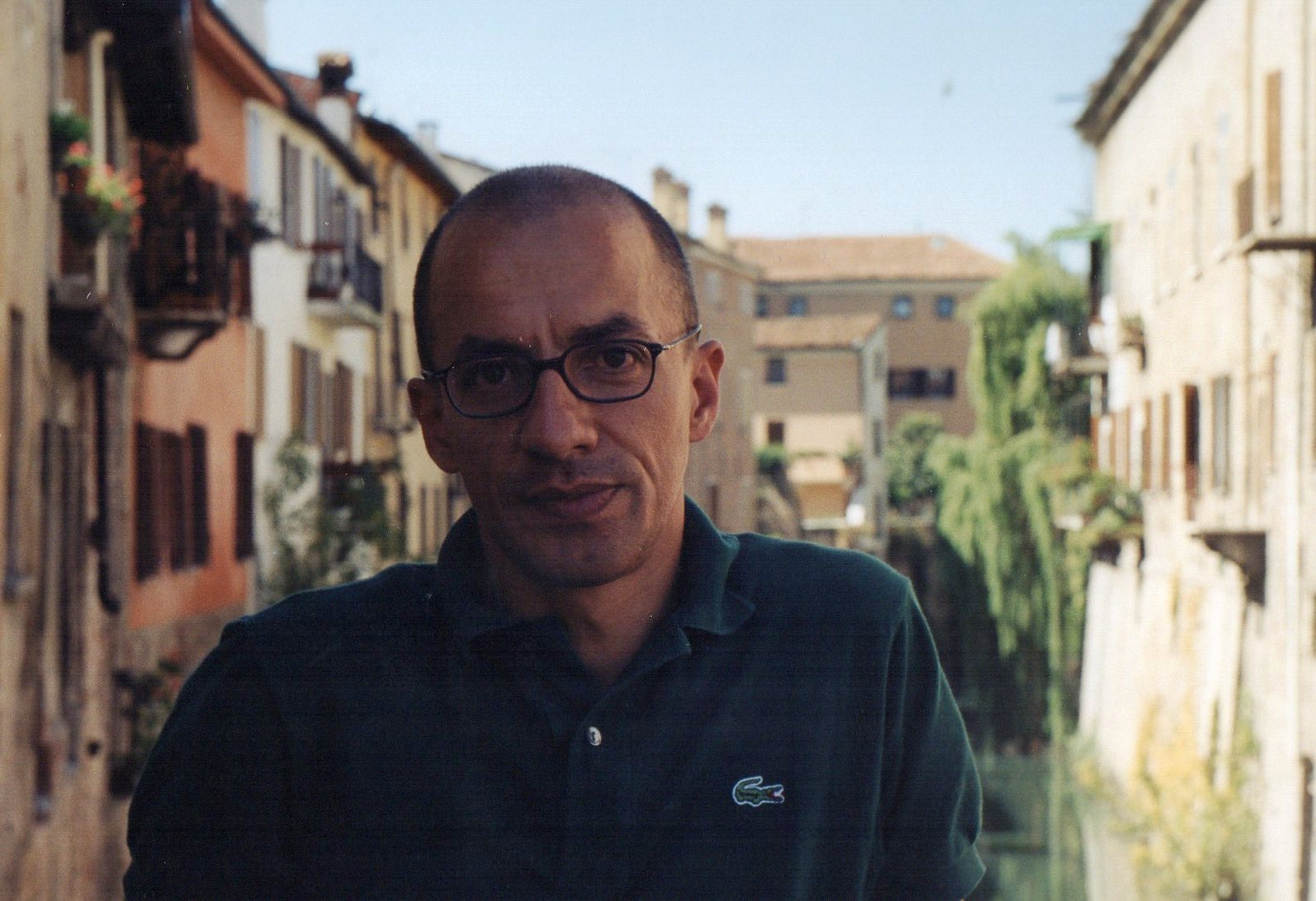
Carlo Pasquini

Carlo Pasquini (* 1956 in Montevarchi) ist ein italienischer Regisseur, Schriftsteller und Librettist.

## Leben
Carlo Pasquini studierte Regie am Centro Sperimentale di Cinematografia in Rom. 1976 lernte er während des 1. Cantiere Internazionale d’Arte in Montepulciano den Komponisten Hans Werner Henze kennen und wurde während der ersten Jahre des Cantiere dessen Assistent. 1980 wirkte er als Regieassistent bei der Uraufführung von Henzes – für die Kinder von Montepulciano geschriebenen – Pollicino mit. Als Regieassistent arbeitete er u. a. zusammen mit den Regisseuren Ugo Gregoretti, Sandro Sequi, Micha van Hoecke, Filippo Crivelli und für mehrere Jahre mit Mauro Bolognini. Er inszenierte Bühnenwerke von  Stanislaw Ignacy Witkiewicz, Jean-Paul Sartre, Frank Wedekind, John Ford, Jean Genet, Bertolt Brecht, Pierre Carlet de Marivaux und Vladimir Nabokov sowie als Opernregisseur Die Zauberflöte (W. A. Mozart) und Brundibár (Hans Krása). Als Regisseur am Teatro Povero in Monticchiello brachte er u. a. zahlreiche Prosawerke des 20. Jahrhunderts in eigenen Adaptionen auf die Bühne, darunter Caligolaaa! (2004) nach Albert Camus, Platon und Franz Kafka, Il favoloso Cincinnato (2005) nach dem Roman Einladung zur Enthauptung von Vladimir Nabokov, Fernet Branca (2005 zum Festival di Montalcino) nach David Foster Wallace. 2009 inszenierte er beim Cantiere in Montepulciano die beiden Einakter von Bertolt Brecht Der Jasager (mit Musik von Kurt Weill) und – als italienische Erstaufführung Die Maßnahme (mit Musik von Hanns Eisler).
Als Librettist schrieb Carlo Pasquini für den Komponisten Detlev Glanert das Libretto zu dessen Oper Die drei Rätsel (Uraufführung 2003 am Opernhaus Halle) sowie 2008 für den iranischen Komponisten Kamran Khacheh das Libretto Kami & Kaze. Für den 40. Cantiere Internazionale d’Arte in Montepulciano 2015 schrieb er das Libretto zur Oper Idroscalo Pasolini (Musik: Stefano Taglietti), bei deren Uraufführung im Juli 2015 er selber Regie führte.

## Werke (Auswahl)
Die drei Rätsel (Oper in zwei Akten für Kinder und Erwachsene), Libretto (Boosey & Hawkes, ISMN M-2025-3097-9)